# 芒允乡
芒允乡是云南省德宏傣族景颇族自治州盈江县曾经下辖的一个乡，驻地在芒允村公所芒允街，傣族、景颇族、汉族是乡内主要民族:1093-1094。1874年曾在此爆发马嘉理事件，导致中英《烟台条约》的签订。芒允乡已于2005年撤销。

## 历史
历史上，芒允属干崖土司下辖的雷弄岗。民国时期，芒允为南甸土司辖地，1934年流官体系中属梁河设治局下辖的芒允镇和芒允乡。1937年芒允划归莲山设治局，改为设治局下辖的第五区，区下辖芒允镇、芒允乡和铜壁关乡。1938年改置为芒允镇，到1949年，芒允镇下共辖有5个保（翁冷、老董、戛独、散朋、塘梨坝）。1952年3月，盈江县撤销乡镇，芒允改属盈江县第二区。1958年盈江县与莲山县合并后，县下区划再次变动，成立人民公社，芒允属太平公社。1959年2月撤销人民公社，属太平区。此后在文化大革命运动中改属永红公社，永红公社于1973年复名太平公社。1974年，太平公社下的3个大队（芒允、拉丙、雪梨）分出成立芒允公社。1984年4月盈江县废人民公社体制，开始设区建乡体制改革，成立芒允区。1987年10月，盈江县施行区乡体制改革，芒允区改为芒允乡。:92-952005年10月，芒允乡与太平乡合并，组建为太平镇:2614。
芒允是茶马古道上的重要边境通道，清朝光绪年间曾为中英通商口岸，曾是中缅边境重要的商业集镇。1874年曾在此爆发马嘉理事件，芒允村西南2千米处建有“马嘉理事件发生地”石碑。:100

## 地理
芒允乡位于盈江县县城的西南方，乡境西部、北部为山区，东部、南部属大盈江西岸坝区。芒允乡的西南部与缅甸接壤，国境线长24.7千米，北靠铜壁关乡，东北与太平镇接壤，东南与弄璋镇和姐冒乡为邻，大盈江是其与姐冒乡的边界。全乡面积200.74平方千米，共有耕地16,113亩，人均耕地2.85亩。芒允乡的坝区属亚热带气候，年均气温19℃，年降雨量1,600毫米。最高点相恍山海拔1,777米，最低点中缅37号界桩260米，乡政府驻地海拔800米。旅游景点虎跳石位于乡南界的大盈江畔，国营盈江农场芒允分场和岸坎分场位于乡内。:99-100

## 行政区划
芒允乡下辖以下地区：
芒允村、拉丙村和雪梨村。:588-589